# Chiens de paille (film)
Pour les articles homonymes, voir Les Chiens de paille.
Pour plus de détails, voir Fiche technique et Distribution.
Chiens de paille ou Les Chiens de paille au Québec (Straw Dogs) est un thriller psychologique américain écrit, produit et réalisé par Rod Lurie, sorti en 2011.
C'est un remake du film Les Chiens de paille de Sam Peckinpah en 1971, avec Dustin Hoffman et Susan George, tiré du roman The Siege of Trencher's Farm de Gordon Williams publié en 1969.

## Synopsis
L'écrivain David Sumner et sa femme Amy emménagent dans la ville natale de cette dernière dans le Sud profond sans savoir encore à quoi s'attendre de la part des fermiers locaux aux comportements plutôt violents.

## Fiche technique
- Titre original : Straw Dogs
- Titre français : Chiens de paille
- Réalisation : Rod Lurie
- Scénario : Rod Lurie d'après le roman The Siege of Trencher's Farm de Gordon Williams (1969)
- Direction artistique : John P. Goldsmith
- Décors : Tony Fanning
- Costumes : Lynn Falconer
- Photographie : Alik Sakharov
- Montage : Sarah Boyd
- Musique : Larry Groupé
- Production : Rod Lurie, Marc Frydman, Gilbert Dumontet (exécutif) et Beau Marks (exécutif)
- Société de production : Battleplan Productions
- Sociétés de distribution : Screen Gems (États-Unis) et Sony Pictures Releasing France (France)
- Budget : 25 000 000 de dollars
- Pays d'origine :  États-Unis
- Langue originale : anglais
- Format : Couleur — 35mm — Sons SDDS, Dolby Digital et DTS
- Genre : Drame et thriller
- Durée : 109 minutes
- Dates de sortie : 
  -  États-Unis,  Canada : 16 septembre 2011
  -  France : 9 novembre 2011

## Distribution
- James Marsden (VF : Damien Boisseau ; VQ : Éric Bruneau) : David Sumner
- Kate Bosworth (VF : Agathe Schumacher ; VQ : Marika Lhoumeau) : Amy Sumner
- Alexander Skarsgård (VF : Nessym Guetat ; VQ : Louis-Philippe Dandenault) : Charlie Venner
- James Woods (VF : Hervé Bellon) : Tom « Coach » Heddon
- Dominic Purcell (VF : Éric Aubrahn ; VQ : Pierre Auger) : Jeremy Niles
- Rhys Coiro (VF : Anatole de Bodinat ; VQ : Paul Sarrasin) : Norman
- Billy Lush (VQ : Hugolin Chevrette-Landesque) : Chris
- Laz Alonso (VF : Serge Faliu) : le député John Burke
- Willa Holland (VF : Alexandra Garijo ; VQ : Catherine Brunet) : Janice Heddon
- Walton Goggins (VF : Mathias Kozlowski ; VQ : Martin Desgagné) : Daniel Niles
- Anson Mount (VF : Laurent Mantel ; VQ : Marc Bellier) : Stan Milkens
- Drew Powell (VF : Gilles Morvan ; VQ : Patrick Baby) : Bic
- Kirsten Shaw (VF : Anne Rondeleux) : Abby

 Source et légende : version française (VF) sur RS Doublage
 Source et légende : version québécoise (VQ) sur Doublage.qc.ca

## Autour du film
- La musique qu'on entend au début du film est Going Down du groupe The Monkees.
- Le film a été tourné dans le nord-ouest de la Louisiane à Bossier City, Camp Minden, Keachi, Shreveport et Vivian.
- James Marsden et Kate Bosworth avaient déjà joué ensemble dans Superman Returns de Bryan Singer.